# Czwarty gabinet Johna Howarda
Czwarty gabinet Johna Howarda – sześćdziesiąty czwarty gabinet federalny Australii, urzędujący od 22 października 2004 do 3 grudnia 2007. Był gabinetem koalicyjnym Liberalnej Partii Australii (LPA) i Narodowej Partii Australii (NPA). 

## Okoliczności powstania i dymisji
Gabinet powstał po wyborach w 2004, w których rządząca od 1996 koalicja LPA-NPA uzyskała trzecią reelekcję. Urzędował przez pełną kadencję Izby Reprezentantów, aż do wyborów w 2007. Koalicja uległa w nich Australijskiej Partii Pracy, przez co kolejny gabinet sformował lider lewicy Kevin Rudd. 

## Skład
| stanowisko | osoba            | partia | od                   | do               |
| --- | ---------------- | ------ | -------------------- | ---------------- |
| premier | John Howard      | LPA    | 22 października 2004 | 3 grudnia 2007   |
| wicepremier | John Anderson    | NPA    | 22 października 2004 | 6 lipca 2005     |
| wicepremier | Mark Vaile       | NPA    | 6 lipca 2005         | 3 grudnia 2007   |
| minister transportu i służb regionalnych | John Anderson    | NPA    | 22 października 2004 | 6 lipca 2005     |
| minister transportu i służb regionalnych | Warren Truss     | NPA    | 6 lipca 2005         | 10 sierpnia 2006 |
| minister transportu i służb regionalnych | Mark Vaile       | NPA    | 10 sierpnia 2006     | 3 grudnia 2007   |
| minister handlu | Mark Vaile       | NPA    | 22 października 2004 | 10 sierpnia 2006 |
| minister handlu | Warren Truss     | NPA    | 10 sierpnia 2006     | 3 grudnia 2007   |
| minister skarbu | Peter Costello   | LPA    | 22 października 2004 | 3 grudnia 2007   |
| minister spraw zagranicznych | Alexander Downer | LPA    | 22 października 2004 | 3 grudnia 2007   |
| minister obrony | Robert Hill      | LPA    | 22 października 2004 | 27 stycznia 2006 |
| minister obrony | Brendan Nelson   | LPA    | 27 stycznia 2006     | 3 grudnia 2007   |
| minister edukacji, nauki i kształcenia | Brendan Nelson   | LPA    | 22 października 2004 | 27 stycznia 2006 |
| minister edukacji, nauki i kształcenia | Julie Bishop     | LPA    | 27 stycznia 2006     | 3 grudnia 2007   |
| minister finansów i administracji | Nick Minchin     | LPA    | 22 października 2004 | 3 grudnia 2007   |
| minister zdrowia i osób starszych | Tony Abbott      | LPA    | 22 października 2004 | 3 grudnia 2007   |
| prokurator generalny | Philip Ruddock   | LPA    | 22 października 2004 | 3 grudnia 2007   |
| minister środowiska i dziedzictwa (od 23 stycznia 2007 minister środowiska i zasobów wodnych)                                                                                       | Ian Campbell     | LPA    | 22 października 2004 | 23 stycznia 2007 |
| minister środowiska i dziedzictwa (od 23 stycznia 2007 minister środowiska i zasobów wodnych)                                                                                       | Malcolm Turnbull | LPA    | 23 stycznia 2007     | 3 grudnia 2007   |
| minister komunikacji, technologii informacyjnych i sztuki | Helen Coonan     | LPA    | 22 października 2004 | 3 grudnia 2007   |
| minister rolnictwa, rybołówstwa i leśnictwa | Warren Truss     | NPA    | 22 października 2004 | 6 lipca 2005     |
| minister rolnictwa, rybołówstwa i leśnictwa | Peter McGauran   | NPA    | 6 lipca 2005         | 3 grudnia 2007   |
| minister imigracji, multikulturalizmu i spraw ludności rdzennej (od 27 stycznia 2006 minister imigracji i multikulturalizmu, od 23 stycznia 2007 minister imigracji i obywatelstwa) | Amanda Vandstone | LPA    | 22 października 2004 | 23 stycznia 2007 |
| minister imigracji, multikulturalizmu i spraw ludności rdzennej (od 27 stycznia 2006 minister imigracji i multikulturalizmu, od 23 stycznia 2007 minister imigracji i obywatelstwa) | Kevin Andrews    | LPA    | 23 stycznia 2007     | 3 grudnia 2007   |
| minister ds. zatrudnienia i warunków pracy | Kevin Andrews    | LPA    | 22 października 2004 | 23 stycznia 2007 |
| minister ds. zatrudnienia i warunków pracy | Joe Hockey       | LPA    | 23 stycznia 2007     | 3 grudnia 2007   |
| minister ds. rodziny i służb społecznych (od 27 stycznia 2006 minister ds. rodziny, służb społecznych i ludności rdzennej)                                                          | Kay Patterson    | LPA    | 22 października 2004 | 27 stycznia 2006 |
| minister ds. rodziny i służb społecznych (od 27 stycznia 2006 minister ds. rodziny, służb społecznych i ludności rdzennej)                                                          | Malcolm Brough   | LPA    | 27 stycznia 2006     | 3 grudnia 2007   |
| minister przemysłu, turystyki i zasobów | Ian Macfarlane   | LPA    | 22 października 2004 | 3 grudnia 2007   |
| minister ds. usług dla ludności (human services) | Ian Campbell     | LPA    | 30 stycznia 2007     | 9 marca 2007     |
| minister ds. usług dla ludności (human services) | Chris Ellison    | LPA    | 9 marca 2007         | 3 grudnia 2007   |